# Luis Roca Arencibia
Luis Roca Arencibia (Las Palmas de Gran Canaria, 1969) és un periodista i cineasta canari. Col·labora habitualment amb mitjans com El País, La Província, el Diari de Girona i El Asombrario, associat a Eldiario.es. Ha assessorat institucions com l'Institut de la Cinematografia i les Arts Audiovisuals del Ministeri de Cultura espanyol. És responsable de la primera Llei del Sector Audiovisual de Canàries (1995).
Com a guionista i director, ha treballat en equips de direcció de pel·lícules, com "Mararía" (Antonio José Betancor, 1998) i ha estat director i programador de la secció de Canàries, del Festival Internacional de Cinema de LPGC, durant nou anys. Ha escrit les biografies del productor Andrés Santana i del distribuïdor Francisco Melo Sansó. Va ser el comissari, al costat d'Arantxa Aguirre, del Cicle "Buñuel-Galdós, vasos comunicantes", que es va exhibir a Belgrad, Nova Delhi i Tel-Aviv. Ha col·laborat amb institucions com la Fundació César Manrique, el Centre de la Cultura Contemporània de Barcelona, el Centre Atlàntic d'Art Modern i la Fundació Mapfre. És el director dels projectes de formació "Cinexprés"; de recuperació documental "Salvar la memòria: 50 anys de Tirma i Moby Dick" i de la ruta turística #SaveMobyDick. Ha fet recerca sobre el rodatge de la pel·lícula de John Huston, "Moby Dick", a Las Palmas de Gran Canària, protagonitzada per Gregory Peck.